# Mesityloxid
Mesityloxid je nenasycený keton se vzorcem CH3C(O)CH=C(CH3)2. Jedná se o bezbarvou silně zapáchající těkavou kapalinu.

## Výroba a reakce
Mesityloxid se vyrábí aldolovou kondenzací acetonu za vzniku diacetonalkoholu, který se následně snadno dehydratuje:
Obdobným způsobem může být z mesityloxidu vyroben izoforon. Výtěžnost těchto dvou látek závisí na reakčních podmínkách.

## Použití
Mesityloxid se používá jako rozpouštědlo a na výrobu methylisobutylketonu (ten se z něj získává hydrogenací):